# Aleksandr Serebrjakov
Aleksandr Serebrjakov (Russisch: Александр Серебряков) (Arzamas, 28 september 1987) is een Russisch voormalig wielrenner die in 2013 uitkwam voor Euskaltel-Euskadi. Op 6 april 2013 werd bekend dat hij bij een buitencompetitiecontrole op 18 maart positief werd bevonden op doping. Hij werd door zijn ploeg Euskaltel per direct ontslagen.

## Overwinningen
2010
- Piccolo Giro di Lombardia

2011
- 2e en 4e etappe Five Rings of Moscow
- Ronde van Casentino

2012
- 5e etappe Ronde van Korea
- Philadelphia International Championship
- 2e en 5e etappe Ronde van China I
- 1e en 2e etappe Ronde van China II
- 3e, 4e en 9e etappe Ronde van Hainan
- 3e en 5e etappe Ronde van het Taihu-meer

Antomarchi · Bazzana · Bertogliati · Bodrogi · Bowden · Calabria · Callegarin · Colli · Cusin · Dugan · El Fares · Eldridge · Fortin · Ilešič · Jefimkin · Kocjan · Laengen · Mejías · Preidler · Reijnen · Rosskopf · Serebrjakov · Verschoor · Lozano (stagiair)
Aberasturi ·
Antón ·
Astarloza ·
Azanza ·
Bilbao ·
Bravo ·
Chaoufi (tot 12/08) ·
García ·
G. Izagirre ·
J. Izagirre ·
Kocjan ·
Landa ·
Lobato ·
Martínez ·
Mestre ·
Mínguez ·
Nieve ·
Oroz ·
Pérez ·
Radochla ·
Sáez de Arregui ·
Sánchez ·
Schulze ·
Serebrjakov (tot 06/04) ·
Sicard ·
Tamouridis ·
Txurruka ·
Urtasun ·
Verdugo ·
Vrečer